# Tiago Oliveira (sindicalista)
Tiago Oliveira (Matosinhos, 2 de Novembro de 1980) é um mecânico de pesados e sindicalista português. Atual Secretário-Geral da Confederação Geral dos Trabalhadores Portugueses — Intersindical Nacional desde Fevereiro de 2024.

## Biografia
Nasce em Matosinhos em 1980 filho de Maria de Lourdes Vieira da Costa e de Américo José Moreira de Oliveira, este último dirigente sindical. Foi aluno da Escola Básica 2/3 de Custóias, onde concluiu o 9.º ano de escolaridade, abandonando o ensino geral por necessidades familiares e ingressando no curso profissional de eletromecânica. 
Aos 17 anos concorre com sucesso a um lugar de aprendiz na fábrica Auto Sueco, na Maia, a empresa à época com a maior estrutura sindical do país dentro do setor automóvel.
Cumpre um ano e meio de serviço militar como pára-quedista no Aeródromo Militar de Tancos onde completa um total de dez saltos. Concluído o serviço militar, retorna à Auto Sueco onde cinco anos após a sua entrada na empresa é eleito delegado sindical pelos colegas trabalhadores, tinha então 23 anos. Adere nesse processo de consciencialização ao Partido Comunista Português. O exemplo do pai, Américo Oliveira, é apontado pelos colegas como referência para o percurso de Tiago Oliveira: “Foi sempre uma grande referência e o Tiago inspirou-se nele para seguir o percurso dentro do sindicalismo de uma forma quase natural.”

## Percurso Sindical
Desenvolveu a sua actividade sindical no Norte de Portugal, onde está ligado à estrutura dos trabalhadores em duas grandes empresas de referência do distrito do Porto, a Companhia Portuguesa de Cobre e a Equimetal.
Em 2006, com 26 anos, torna-se sindicalista a tempo inteiro quando é eleito membro da direção do Sindicato dos Trabalhadores das Indústrias Metalúrgicas e Metalomecânicas do Distrito do Porto.
Em 2007 integra também a direcção da Federação Intersindical das Indústrias Metalúrgicas, Químicas, Eléctricas, Farmacêutica, Celulose, Papel, Gráfica, Imprensa, Energia e Minas.
Em 2010,  passa à direção do Sindicato dos Trabalhadores das Indústrias Transformadoras, Energia e Atividades do Ambiente do Norte, o SITE-Norte. É destacado o seu envolvimento no trabalho sindical dos trabalhadores da Efacec, a sua dinamização de greves na Petrogal em Leça da Palmeira e a coordenação da contestação operária na empresa Cerâmica de Valadares.
Em 2012, no XII Congresso da CGTP, Tiago Oliveira é escolhido como membro do Conselho Nacional da intersindical e passa a membro da Comissão Executiva da União de Sindicatos do Porto.
Em 2016, no XIII Congresso da CGTP, torna-se membro da Comissão Executiva da CGTP. Sucede nesse ano ao sindicalista João Torres no cargo de Coordenador da União de Sindicatos do Porto, o USP.
Em 2024 a Comissão Executiva da CGTP sugere Tiago Oliveira para suceder a Isabel Camarinha enquanto Secretário-Geral da CGTP.

## Secretário-Geral da CGTP-IN
Tiago Oliveira é eleito Secretário-Geral da CGTP no XV Congresso da Central Sindical, na madrugada de 24 de Fevereiro de 2024, por maioria de votos, com 107 votos a favor, 25 votos em branco e nenhum voto contra.
Aquando da sua eleição, declarou nunca ter tido a ambição ou o sonho de se tornar Secretário-Geral da CGTP e que não aceitou o convite à primeira. Sobre o trabalho sindical, afirmou: “É cansativo? Sempre foi. Mas foi para outros no passado e fizeram-no precisamente pelo mesmo motivo que o fazemos hoje: é a nossa luta, são os passos imprescindíveis para a construção do futuro que merecemos.”
Com 43 anos, é o mais novo líder da CGTP desde Manuel Carvalho da Silva, que fora eleito em 1986 com 38 anos, e o terceiro Secretário-Geral oriundo do Norte de Portugal, à semelhança de Armando Teixeira da Silva, Secretário-Geral da CGTP de 1974 a 1986, e Manuel Carvalho da Silva, entre 1986 e 2012. Ao contrário dos antecessores, continuará a residir fora da capital, em São Mamede de Infesta, em Matosinhos. 
É operário, à semelhança dos seus antecessores Francisco Canais Rocha, marceneiro de profissão, Armando Teixeira da Silva, tipógrafo, e de Manuel Carvalho da Silva e Arménio Carlos, ambos electricistas. Entre os anteriores Secretários-Gerais da CGTP só Isabel Camarinha não era operária, tendo trabalhado como administrativa antes de iniciar o seu percurso sindical.

### Reacções
Isabel Camarinha, antecessora de Tiago Oliveira no cargo de Secretária-Geral da CGTP, afirmou à comunicação social que este “reúne todas as condições para a tarefa que vai assumir”, sublinhando que Tiago Oliveira é “bastante novo” e que tal circunstância “Dá uma perspetiva de renovação e rejuvenescimento“.
Já Arménio Carlos, anterior Secretário-geral da CGTP, declarou aos média: “Tenho uma boa opinião dele. Já o conheço há vários anos. Tem as condições certas para ser secretário-geral da CGTP“.
O histórico sindicalista Mário Nogueira, da Federação Nacional dos Professores, membro da comissão executiva da CGTP, afirmou no rescaldo da eleição de Tiago Oliveira que este seria “afável, simpático, que gosta das outras pessoas. Dá-se bem com as outras pessoas e isso é visível no próprio tratamento dele para com as outras pessoas”. Referiu ainda que nas reuniões da CGTP Tiago Oliveira não faz questão de ficar com um assento em particular por não ser “uma pessoa que queira exibir-se, mostrar-se. Em alguns momentos, é discreto“, sendo no entanto “um dirigente que sempre pisou o terreno“, com “grande intervenção nos locais de trabalho“, destacando o facto de que “Sobretudo, é jovem, pronto para o que aí vem“.
João Torres, antecessor de Tiago Oliveira como Coordenador da União de Sindicatos do Porto descreve-o como alguém "de quem é fácil gostar e ficar amigo", referindo que Tiago Oliveira “Foi sempre alguém muito disponível para a causa sindical e com pouco tempo livre para ele próprio”. Sublinha que "ao contrário de alguns, as luzes da ribalta e a exposição máxima que terá enquanto estiver à frente da CGTP não o vão inebriar”. Citado pela agência Lusa, João Torres referiu "Conheço o Tiago há quase 20 anos e sempre vi nele qualidades humanas e sindicais que me agradavam. É muito coerente, um jovem curioso, humilde, solidário e muito preocupado com os outros, de relacionamento muito fácil".
O sindicalista Sérgio Sales, dirigente do Site-Norte cuja direção Tiago Oliveira integrou, elogia nesta "a capacidade diplomática e para o diálogo" e de "fazer pontes".

## Atividade Política
Militante do Partido Comunista Português, à semelhança de todos os anteriores Secretários-Gerais da CGTP.
Integra o Comité Central do Partido Comunista Português desde 2020. 
Foi candidato a deputado à Assembleia da República indicado pelo PCP nas listas da Coligação Democrática Unitária pelo distrito do Porto nas eleições legislativas de 2019, de 2022 e de 2024, sempre em lugar não elegível.
É nas Eleições autárquicas portuguesas de 2021 indicado pelo PCP como candidato pelas listas da Coligação Democrática Unitária à presidência da Junta de Freguesia de São Mamede de Infesta e Senhora da Hora, sendo eleito membro efetivo da Assembleia de Freguesia de São Mamede de Infesta e Senhora da Hora, cargo ao qual teve de renunciar em 2024 para assumir as funções de Secretário-Geral da CGTP.

## Vida Pessoal
Tiago Oliveira é casado e tem uma filha, Inês Oliveira, com diploma universitário na área da Ação Social. A sua família reside em São Mamede de Infesta, em Matosinhos. Nos períodos de lazer promove em sua casa jantares de sardinha assada, o prato favorito, ou de caldeirada em Esmoriz.